# Perna humana
No uso comum, a perna humana é o membro inferior do corpo humano, desde o quadril até o tornozelo, incluindo a coxa, os joelhos e as panturrilhas. O maior osso do corpo humano, o fêmur, está localizado na perna.
Na anatomia humana, a perna é a parte do membro inferior que fica entre o joelho e o tornozelo.